# Samoorganizace
Samoorganizace je proces, při němž vzájemným působením mezi složkami neuspořádaného systému vzniká nějaká podoba řádu. Tento proces je spontánní a není nijak centrálně řízen. Samoorganizace se vyskytuje ve fyzikálních, chemických, biologických, sociálních a kognitivních systémech.